# Championnat de France FFSA Tourisme
Navigation
Championnat de France de Supertourisme
Le Championnat de France de Tourisme ou TC France est un championnat de course automobile co-fondé par la FFSA et la SRO Motorsports Group en 2021. Dans ce championnat s'affrontent des voitures de grande production appelées voitures de tourisme divisées en 5 catégories. Le but du TC France est de remettre au goût du jour la compétition de voiture de tourisme en France, mais aussi de l'utiliser comme tremplin pour les pilotes désireux de s'engager dans les autres catégories que propose la SRO, tel que le Championnat de France FFSA GT.

## Format

### Attribution des Points
L'attribution des points dans chaque catégorie est la même que celle utilisé en Formule 1.
| Position | 1er | 2e | 3e | 4e | 5e | 6e | 7e | 8e | 9e | 10e |
| Points   | 25  | 18 | 15 | 12 | 10 | 8  | 6  | 4  | 2  | 1   |

## Voitures
Le championnat compte différentes voitures réparties en 5 catégories :

### GT Light
Elle est composée d'anciennes GT4 qui ne sont plus homologuées dans la catégorie et de voitures issues de championnats monomarques.
| Constructeur | Modèle                                     | Photo | Notes |
| ------------ | ------------------------------------------ | ----- | ----- |
| Alpine       | Alpine A110 Cup                            |       |       |
| BMW          | BMW M3 GT4                                 |       |       |
| Ginetta      | Ginetta G55 GT4                            |       |       |
| Nissan       | Nissan 370Z GT4                            |       |       |
| Ligier       | Ligier JS2 R                               |       |       |
| Porsche      | Porsche Cayman GT4 Clubsport MR (Type 981) |       |       |

### TCR
Elle est composée de voitures homologuées en catégorie TCR. Le tableau ci-dessous représente les voitures utilisées lors de la saison 2023
| Contructeur | Modèle                     | Photo | Notes |
| ----------- | -------------------------- | ----- | ----- |
| Audi        | Audi RS 3 LMS TCR          |       |       |
| Audi        | Audi RS 3 LMS TCR (2021)   |       |       |
| Cupra       | Cupra Leon Competición TCR |       |       |
| Cupra       | Cupra TCR                  |       |       |
| Peugeot     | Peugeot 308 TCR            |       |       |
| Volkswagen  | Volkswagen Golf GTI TCR    |       |       |

### TC
Elle est composée de voitures faisant environ 300 ch.
| Constructeur | Modèle                      | Photo | Notes |
| ------------ | --------------------------- | ----- | ----- |
| BMW          | BMW M2 CS Racing            |       |       |
| BMW          | BMW M235 Cup / M240I Racing |       |       |
| Honda        | Honda Civic R TC Cup        |       |       |
| Hyundai      | Hyundai Veloster N TC Cup   |       |       |
| Peugeot      | Peugeot 308 Racing Cup      |       |       |
| Seat         | Seat Leon Cup Racer         |       |       |

### TCA
Elle est composée de voitures faisant environ 200 ch.
| Constructeur | Modèle                   | Photo | Notes |
| ------------ | ------------------------ | ----- | ----- |
| Honda        | Honda Civic Cup SI TCA   |       |       |
| Hyundai      | Hyundai Veloster Cup TCA |       |       |
| Mini         | Mini Cooper Cup          |       |       |
| Peugeot      | Peugeot RCZ Racing Cup   |       |       |
| Renault      | Renault Clio Cup III     |       |       |
| Renault      | Renault Clio Cup IV      |       |       |
| Toyota       | Toyota GT86 CS-Cup       |       |       |

### TCA Light
Elle est composée de voitures faisant moins de 200 ch.
| Constructeur | Modèle                 | Photo | Notes |
| ------------ | ---------------------- | ----- | ----- |
| Ford         | Ford Fiesta Cup        |       |       |
| Ginetta      | Ginetta G40 Junior     |       |       |
| Mazda        | Mazda MX5 Cup          |       |       |
| Peugeot      | Peugeot 208 Racing Cup |       |       |

## Pilotes et voitures 2024

### GT Academy
| Équipe        | Constructeur | Modèle          | n°  | Pilotes          |
| ------------- | ------------ | --------------- | --- | ---------------- |
| Styl&Grip     | Ginetta      | Ginetta G56 GTA | 6   | Mehdi Bouarfa    |
| Styl&Grip     | Ginetta      | Ginetta G56 GTA | 333 | Xavier Canonica  |
| Styl&Grip     | Ginetta      | Ginetta G56 GTA | 7   | Ethan Gialdini   |
| Styl&Grip     | Ginetta      | Ginetta G56 GTA | 7   | Sonia Roussel    |
| Tierce Racing | Ginetta      | Ginetta G56 GTA | 125 | Alexandre Monnot |
| Tierce Racing | Ginetta      | Ginetta G56 GTA | 51  | Thibaut Mogica   |
| Tierce Racing | Ginetta      | Ginetta G56 GTA | 11  | Romain Brun      |
| Tierce Racing | Ginetta      | Ginetta G56 GTA | 11  | Corentin Tierce  |

### GT Light
| Équipe                    | Constructeur | Modèle          | n°              | Pilotes               |
| ------------------------- | ------------ | --------------- | --------------- | --------------------- |
| Chazel Technologie Course | Alpine       | Alpine A110 Cup | 2               | Jean-Paul Dominici    |
| Chazel Technologie Course | Alpine       | Alpine A110 Cup | 96              | Armand Fumal          |
| HMC                       | Ligier       | Ligier JS2R     | 35              | Nicco Ferrarin        |
| SPX Compétition           | Ligier       | Ligier JS2R     | 31              | Ewen Hachez           |
| SPX Compétition           | Ligier       | Ligier JS2R     | 31              | Clement Moreno        |
| STR                       | Ginetta      | Ginetta G55 Cup | 13              | David Levy            |
| STR                       | Ginetta      | Ginetta G55 Cup | 13              | Guillaume Rousseau    |
| STR                       | Ginetta      | Ginetta G55 Cup | 13              | Lucas Walter          |
| Team CDRS                 | Ligier       | Ligier JS2R     | 29              | David Chiche          |
| Team CDRS                 | Ligier       | Ligier JS2R     | Dorian Duthil   |                       |
| Team CDRS                 | Ligier       | Ligier JS2R     | 23              | Jean-Jacques Galli    |
| Team CDRS                 | Ligier       | Ligier JS2R     | 23              | Christophe Isaac      |
| Team CDRS                 | Ligier       | Ligier JS2R     | 33              | Nicolas Labat-Camy    |
| Team CDRS                 | Ligier       | Ligier JS2R     | 33              | Pierre-Alexis Lacorte |
| Team CDRS                 | Ligier       | Ligier JS2R     | 33              | Cyril Melet           |
| Team CDRS                 | Ligier       | Ligier JS2R     | Julien Nougaret |                       |

### TC
| Équipe                   | Constructeur | Modèle             | n°  | Pilotes               |
| ------------------------ | ------------ | ------------------ | --- | --------------------- |
| 2RT                      | Peugeot      | Peugeot 208 R      | 49  | Kévin Ropars          |
| eXigence Motorsport      | Mini         | Mini JCW Challenge | 37  | Benjamin Breton       |
| J'Nov Auto Racing by JSB | Peugeot      | Peugeot 308 RC     | 79  | Laurent Joubert       |
| JSB Compétition          | Peugeot      | Peugeot 308 RC     | 145 | Raphael Fournier      |
| JSB Compétition          | Peugeot      | Peugeot 308 RC     | 98  | Pierre-Arnaud Navarro |
| JSB Compétition          | Peugeot      | Peugeot 308 RC     | 16  | Franck Salvi          |
| JSB Compétition          | Peugeot      | Peugeot 308 RC     | 69  | Rodolphe Spitz        |
| Team Clairet Sport       | Peugeot      | Peugeot 308 RC     | 21  | Veenesh Shunker       |
| Team Pilote 69 by 2RT    | Peugeot      | Peugeot 308 RC     | 10  | Brady Beltramelli     |
| Team Pilote 69 by 2RT    | Peugeot      | Peugeot 308 RC     | 3   | Jose Beltramelli      |
| Team Pilote 69 by 2RT    | Peugeot      | Peugeot 308 RC     | 3   | Viny Beltramelli      |

### TCA
| Équipe                 | Constructeur | Modèle                 | n°  | Pilotes             |
| ---------------------- | ------------ | ---------------------- | --- | ------------------- |
| ADWShop Motorsport     | Mini         | Mini R56 MCS-R         | 127 | Quentin Prudent     |
| ADWShop Motorsport     | Mini         | Mini R56 MCS-R         | 115 | Mickael Boisdur     |
| ADWShop Motorsport     | Mini         | Mini R56 MCS-R         | 121 | Victor Louzon       |
| ADWShop Motorsport     | Mini         | Mini R56 MCS-R         | 122 | Victor Benmoussa    |
| ADWShop Motorsport     | Mini         | Mini R56 MCS-R         | 122 | Julien Thibout      |
| DT Performance by CDRS | Peugeot      | Peugeot RCZ RC         | 27  | Thomas Drouin       |
| eXigence Motorsport    | Mini         | Mini JCW R53 Challenge | 378 | Christophe Gaillard |
| Fox Racing Team        | Renault      | Renault Clio Cup IV    | 26  | Michel Beziat       |
| Fox Racing Team        | Renault      | Renault Clio Cup IV    | 26  | Bastien Girard      |
| Hop Turtle             | Renault      | Renault Clio Cup IV    | 99  | Eric Oddos-Piantone |
| Team CDRS              | Peugeot      | Peugeot RCZ RC         | 61  | Franck Labescat     |
| Team Leal Compétition  | Renault      | Renault Clio Cup IV    | 95  | Christophe Henry    |
| Team Leal Compétition  | Renault      | Renault Clio Cup IV    | 95  | Lubin Henry         |

### TCA Light
| Équipe                      | Constructeur | Modèle         | n°           | Pilotes            |
| --------------------------- | ------------ | -------------- | ------------ | ------------------ |
| 2RT                         | Peugeot      | Peugeot 208 RC | 212          | Matthieu Collin    |
| Boreau Team Sport by JSB    | Peugeot      | Peugeot 208 RC | 17           | Colin Boreau       |
| Comte Racing Team           | Peugeot      | Peugeot 208 RC | 842          | Daniel Alger       |
| Comte Racing Team           | Peugeot      | Peugeot 208 RC | 842          | Nicolas Roumezy    |
| Comte Racing Team           | Peugeot      | Peugeot 208 RC | 73           | Hervé Sivignon     |
| DLM Compétition by GM Sport | Peugeot      | Peugeot 208 RC | 56           | Damien Le Marchand |
| First Racing                | Peugeot      | Peugeot 208 RC | 14           | Anthony Naniot     |
| First Racing                | Peugeot      | Peugeot 208 RC | 53           | Lenny Roches       |
| First Racing                | Peugeot      | Peugeot 208 RC | 53           | Tony Roches        |
| First Racing                | Peugeot      | Peugeot 208 RC | Arthur Salvi |                    |
| JSB Competition             | Peugeot      | Peugeot 208 RC | 20           | Martial Camurac    |
| JSB Competition             | Peugeot      | Peugeot 208 RC | 24           | Yannis Lafon       |
| JFM Racing                  | Peugeot      | Peugeot 208 RC |              | Léo Berson         |
| JFM Racing                  | Peugeot      | Peugeot 208 RC | 25           | Karel Eyoum        |
| SP Compétition              | Peugeot      | Peugeot 208 RC | 38           | Tom Pussier        |
| Sport Auto Racing           | Peugeot      | Peugeot 208 RC | 85           | Margot Carvalhido  |
| Sport Auto Racing           | Peugeot      | Peugeot 208 RC | 36           | Sylvain Gonzales   |
| Sport Auto Racing           | Peugeot      | Peugeot 208 RC | 36           | Frédéric Rondeau   |
| Team Montbéliard            | Peugeot      | Peugeot 208 RC | 90           | Maxime Cicilliani  |
| Team Montbéliard            | Peugeot      | Peugeot 208 RC | 59           | Guillaume Lignier  |
| Team Raga by Rossel Sport   | Peugeot      | Peugeot 208 RC | 153          | Laurent Raga       |
| Track Advisor by 2RT        | Peugeot      | Peugeot 208 RC | 70           | Fabien Jeanblanc   |
| Track Advisor by 2RT        | Peugeot      | Peugeot 208 RC | 70           | Florent Lecerf     |
| Track Advisor by 2RT        | Peugeot      | Peugeot 208 RC | 70           | Kenny Porte        |

### TCA-2
| Équipe                 | Constructeur | Modèle                 | n°  | Pilotes             |
| ---------------------- | ------------ | ---------------------- | --- | ------------------- |
| ADWShop Motorsport     | Mini         | Mini R56 MCS-R         | 127 | Quentin Prudent     |
| ADWShop Motorsport     | Mini         | Mini R56 MCS-R         | 115 | Mickael Boisdur     |
| ADWShop Motorsport     | Mini         | Mini R56 MCS-R         | 121 | Victor Louzon       |
| ADWShop Motorsport     | Mini         | Mini R56 MCS-R         | 122 | Victor Benmoussa    |
| ADWShop Motorsport     | Mini         | Mini R56 MCS-R         | 122 | Julien Thibout      |
| DT Performance by CDRS | Peugeot      | Peugeot RCZ RC         | 27  | Thomas Drouin       |
| eXigence Motorsport    | Mini         | Mini JCW R53 Challenge | 378 | Christophe Gaillard |
| Fox Racing Team        | Renault      | Renault Clio Cup IV    | 26  | Michel Beziat       |
| Fox Racing Team        | Renault      | Renault Clio Cup IV    | 26  | Bastien Girard      |
| Hop Turtle             | Renault      | Renault Clio Cup IV    | 99  | Eric Oddos-Piantone |
| Team CDRS              | Peugeot      | Peugeot RCZ RC         | 61  | Franck Labescat     |
| Team Leal Compétition  | Renault      | Renault Clio Cup IV    | 95  | Christophe Henry    |
| Team Leal Compétition  | Renault      | Renault Clio Cup IV    | 95  | Lubin Henry         |

### TCR
| Équipe                             | Constructeur | Modèle                     | n° | Pilotes                |
| ---------------------------------- | ------------ | -------------------------- | -- | ---------------------- |
| Circuit Toys                       | Hyundai      | Hyundai i30N TCR           | 30 | Christian Suter        |
| Circuit Toys                       | Hyundai      | Hyundai i30N TCR           | 30 | Christian Von Der Weid |
| Dijon Racing Team by Clairet Sport | Cupra        | Cupra Leon VZ TRC          | 12 | Thomas Comparot        |
| Dijon Racing Team by Clairet Sport | Cupra        | Cupra Leon VZ TRC          | 12 | Benjamin Mosson        |
| Optimum Racing-ASM                 | Cupra        | Cupra Leon Competición TCR | 9  | Julien Paget           |
| SP Compétition                     | Cupra        | Cupra Leon Competición TCR | 76 | Gilles Chauvin         |
| SP Compétition                     | Cupra        | Cupra Leon Competición TCR | 38 | Sylvain Pussier        |
| SP Compétition                     | Cupra        | Cupra Leon Competición TCR | 34 | Giovanni Scamardi      |
| Team CDRS                          | Cupra        | Cupra Leon Competición TCR | 5  | Stéphane Codet         |
| Team CDRS                          | Cupra        | Cupra Leon Competición TCR | 60 | Olivier Lopez          |
| Team Clairet Sport                 | Audi         | Audi RS3 LMS TCR           | 28 | Sebastien Thome        |
| Team Clairet Sport                 | Audi         | Audi RS3 LMS TCR           | 81 | Stéphane Ventaja       |
| Ti Boy Racing                      | Audi         | Audi RS3 LMS TCR           | 1  | Hervé Boujuau          |
| Ti Boy Racing                      | Audi         | Audi RS3 LMS TCR           | 1  | Thomas Leal            |
| Team Leal Compétition              | Volkswagen   | Volkswagen Golf GTI TCR    | 39 | Michel Leal            |

## Palmarès
Champions pilotes
|          | GT Light    | GT Light     | TCR              | TCR       | TC             | TC               | TCA 1            | TCA 1                  | TCA 2           | TCA 2               | TCA Light         | TCA Light      |
| Année    | Pilote      | Voiture      | Pilote           | Voiture   | Pilote         | Voiture          | Pilote           | Voiture                | Pilote          | Voiture             | Pilote            | Voiture        |
| -------- | ----------- | ------------ | ---------------- | --------- | -------------- | ---------------- | ---------------- | ---------------------- | --------------- | ------------------- | ----------------- | -------------- |
| 2021     | Aucun       | Aucun        | Aucun            | Aucun     | Steven Palette | BMW M2 CS Racing | Julin Jacob-Cano | Peugeot RCZ Racing Cup | Enzo Carvalhido | Renault Clio Cup IV | Viny Beltramelli  | Peugeot 208 RC |
| 2022     | Aucun       | Aucun        | Aucun            | Aucun     | Teddy Clairet  | Peugeot 308 RC   | Daniel Saunier   | Peugeot RCZ Racing Cup | Enzo Carvalhido | Renault Clio Cup IV | Margot Carvalhido | Peugeot 208 RC |
| 2023     | Ewen Hachez | Ligier JS2 R | Stéphane Ventaja | Cupra TCR | Florian Briché | Peugeot 308 RC   | Mickael Boisdur  | Mini Cup               | Hugo Camilleri  | Mini R56 MCS        | Ilona Bertapelle  | Peugeot 208 RC |
| 2024     |             |              |                  |           |                |                  |                  |                        |                 |                     |                   |                |
| Sources, |             |              |                  |           |                |                  |                  |                        |                 |                     |                   |                |